# Lodoxamide
Le lodoxamide est un antiallergique. Il ressemble au cromoglicate de sodium en son action similaire, régulatrice des mastocytes et plus précisément de l'histamine.
Il porte en France le nom d'Almide, en collyre dosé à 0,1 %.